# Генеральное консульство Германии в Измире
Генеральное консульство Германии в Измире (нем. Deutsches Generalkonsulat Izmir) — дипломатическая миссия, представляющая интересы Германии в Измире. Консульство с 2007 г. находится в элитном районе города — Балчова, который известен своими термальными источниками и лесами.
В консульский округ консульства входят Эгейский регион и три провинции Средиземноморского региона: Бурдур, Ыспарта и Анталья. После открытия в 2010-х гг. отдельного Консульства Германии в Антальи жители трёх средиземноморских провинций могут обращаться за визовыми вопросами и в ген.коснульство Германии в Измире и консульство в Анталье.
С 1925 г. по май 2007 г. Генеральное консульство располагалось в прибрежном районе Измира Алсанджак, Кордон в бывшей резиденции семьи Гиффрэ, архитектурном образце левантийского прошлого Измира рядом с Генеральным консульством Греции в Измире (см. фото).
Первым должностным лицом нового Генерального консульства был генеральный консул Вильгельм Падель в 1924 году. К счастью, ему удалось найти арендованный дом, который Генеральное консульство могло использовать в качестве временного жилья. В последующие годы государство выкупило все здание, которое используется до сих пор и известно как самая красивая резиденция на побережье. Рассматриваемое здание находилось в непосредственной близости от посольств Нидерландов, Италии и СССР.
21 мая 2007 года Генеральное консульство переехало в современную резиденцию в район Балчова.

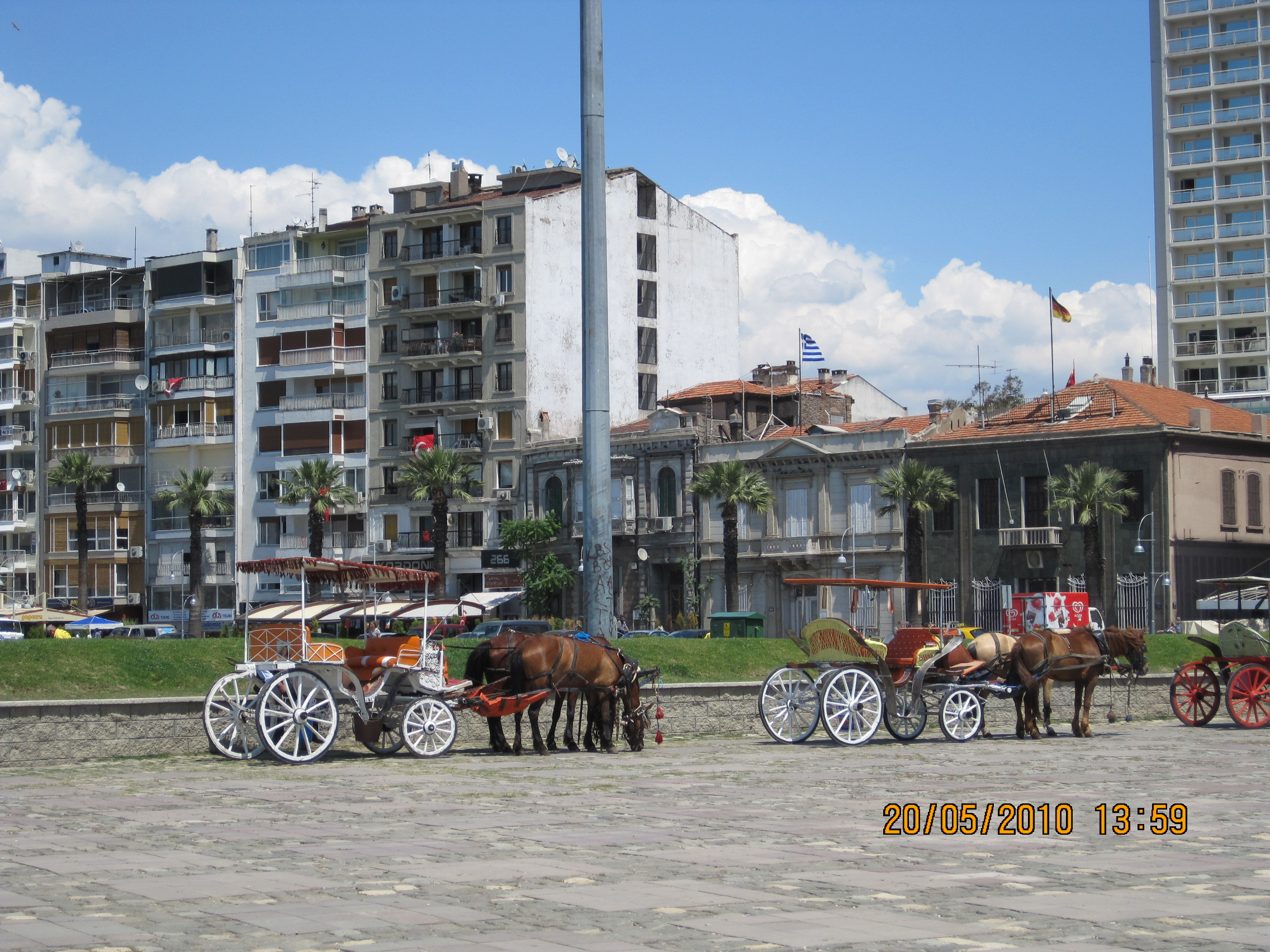
Генеральное консульство Германии и Греции в Измире. 2010 год.